# Macdonald River (Namoi River)
Der Macdonald River ist ein Fluss im Nordosten des australischen Bundesstaates New South Wales.

## Verlauf
Er ist ein Quellfluss des Namoi River und entspringt östlich von Niangala an den Westhängen der Great Dividing Range im nördlichen Tafelland von New England. Von dort fließt der Macdonald River nach Nordwesten bis zur Einmündung seines wichtigsten Nebenflusses, des Cobrabald River. Er durchfließt die Kleinstädte Woolbrook und Bendemeer, sowie den Warrabah-Nationalpark, wo er in den Namoi River mündet.
Der Macdonald River und seine Nebenflüsse oberhalb der Brücke des New England Highway bei Bendemeer gelten als gutes Fischwasser für Forellen.
Die Namoi-River-Schildkröte (Bell’s turtle) findet sich endemisch in den Oberläufen von Namoi River, Gwydir River und Macdonald River.
Seit 1985 führt der New England Highway an Bendemeer vorbei und überquert auf der neuen TA Perry Bridge den Macdonald River.
Am 28. / 29. November 2008 lösten heftige Regenfälle eine Flut des Macdonald River aus, die dafür sorgte, dass für die Gegend der Notstand ausgerufen werden musste.